# 伯林顿府 (纽约市)
伯林顿府（英語：Burlington House），又称联合资本大厦（英語：Alliance Capital Building），是位于纽约市曼哈顿的一座高625英尺（191米）的摩天大楼。该建筑位于第六大道上，介于54街、55街之间，完工于1969年，共有50层楼。